# 小浜市立小浜第二中学校
小浜市立小浜第二中学校（おばましりつ おばまだいにちゅうがっこう）は、福井県小浜市後瀬町にある市立中学校。通称「小浜二中（）、二中（）」。福井県立若狭高等学校に隣接している。

## 概要
小浜市内の中学校としては、小浜市立小浜中学校に続いて1953年（昭和28年）9月に設置された。発足当初は中名田・口名田・今富・遠敷・松永の各地区を校区として生徒数473名、他に中名田分校（123名）上根来分校（7名）、口名田仮教場（188名）があった。
生徒数は、2010年代前半には約500人前後で推移している。通学範囲は小浜市東部から同市西部までである。立地は小浜市の中心部に位置するが、この一帯は小浜中学校の校区（小学校としては小浜市立雲浜小学校）であり、地元の居住者は進学しない。
英語科と数学科で習熟度別授業を行っている。オアシス学級という名の特別支援学級が存在する。
若狭地方内の公立中学校では最大の規模（マンモス校）である。

## 校歌
山本和夫作詞／信時潔作曲

## 対象校区となる小学校
以下出典は小浜市教育委員会ウェブサイト。
- 小浜市立加斗小学校
- 小浜市立中名田小学校
- 小浜市立口名田小学校
- 小浜市立今富小学校
- 小浜市立小浜美郷小学校

## アクセス
- JR小浜線 小浜駅から徒歩10分
- あいあいバス小浜二中前停留所徒歩2分

## 周辺
- 小浜地方合同庁舎（隣接）
- 小浜市市民体育館（隣接）
- 小浜市武道館（隣接）
- 小浜市立小浜小学校
- 福井県立若狭高等学校（隣接）
- 杉田玄白記念公立小浜病院（隣接）
- 山川登美子記念館
- 福井県立若狭図書学習センター

## 著名な卒業生
卒業生総数は、15833名（平成24年度末）
- 中嶌哲演（国宝明通寺住職、平和運動家、反原発活動家）
- 辻庄市（財務官僚、北陸財務局長）
- 前野博紀（華道家）
- 川畑宏美（アテネ五輪 バスケットボール日本代表）
- 堀卓馬（ラグビー選手、セコムラガッツ所属）